# Jindřich Schmidt
Jindřich „Jindra“ Schmidt (24. června 1897 Račice, podle jiných zdrojů Hořiněves – 12. března 1984 Praha) byl český rytec, tvůrce mnoha poštovních známek a bankovek.

## Život a dílo
Narodil se v rodině zlatníka, chtěl započít studium na pražské UMPRUM, ale později se vyučil u pražského dřevorytce Karla Kabelky. Po roce 1918 studoval u profesora Arnošta Hofbauera, zároveň vystudoval soukromou malířskou školu Rudolfa Váchy. Na svém pozdějším pracovišti, v tiskárně Politika pracoval při tisku prvních československých bankovek. Po založení Státní tiskárny Cenin opět pracoval na tvorbě bankovek, tentokrát bankovky ryl. Jedněmi z jím vyrytých bankovek byly bankovky platící v Terezíně, zpracované na námět Petra Kiena či koruny Slovenského státu. Jeho první vyrytou poštovní známkou byla v roce 1943 známka zobrazující Adolfa Hitlera vyhlížejícího z Pražského hradu na Malou Stranu, další známky pak tvořil i po válce, jeho první poválečnou sérií byla v roce 1945 série portrétů československých státníků. Později ryl na známky portrét nejen Klementa Gottwalda, ale i portréty všech dalších komunistických prezidentů, ovšem nikoliv portrét posledního prezidenta – Gustáva Husáka. Svou poslední známku (ku příležitosti XII. mistrovství světa ve fotbale) vyryl v roce 1982, dva roky před svou smrtí. Významná byla jeho spolupráce s grafiky Maxem Švabinským a Karlem Svolinským. Jeho spolupráce se Svolinským činí čtvrtinu jeho ryteckého díla na známkách.

Své známky signoval JS či Jindra S. Jím ryté známky vyšly také v Albánii, Bulharsku, Iráku, Etiopii, v Libyi a ve Vietnamu. Na konci roku 1992 vyšla poslední československá známka, jejím motivem byl právě tento famózní rytec. V roce 2007 pak dále vyšla česká známka (Po. 502) ze série Tradice české známkové tvorby, na které byl zobrazen motiv známky z roku 1953 (Po. 738) s Josefem Slavíkem, vyrytá právě Jindřichem Schmidtem. Další známka z této série s původním Schmidtovým námětem byla vydaná v roce 2001 (Po. 281).